# بریتانیا ایرویز
بریتانیا ایرویز (انگلیسی: Britannia Airways) شرکت هواپیمایی بریتانیایی است، که در سال ۱۹۶۱ تأسیس شد.